# Contre-la-montre par équipes de l'Open de Suède Vårgårda 2010
La 3e édition du contre-la-montre par équipes de l'Open de Suède Vårgårda a eu lieu le 30 juillet 2010. Elle fait partie de la Coupe du monde de cyclisme sur route féminine.

## Classements

### Classement final
| Rang | Équipes            | Cyclistes                  | Temps        | Coupe du monde points |
| ---- | ------------------ | -------------------------- | ------------ | --------------------- |
| 1    | Cervélo Test Team  | Charlotte Becker (GER)     | 55 min 34 s  | 35                    |
| 1    | Cervélo Test Team  | Regina Bruins (NED)        | 55 min 34 s  | 35                    |
| 1    | Cervélo Test Team  | Iris Slappendel (NED)      | 55 min 34 s  | 35                    |
| 1    | Cervélo Test Team  | Kirsten Wild (NED)         | 55 min 34 s  | 35                    |
| 2    | HTC-Columbia Women | Ellen van Dijk (NED)       | + 1 min 8 s  | 30                    |
| 2    | HTC-Columbia Women | Judith Arndt (GER)         | + 1 min 8 s  | 30                    |
| 2    | HTC-Columbia Women | Adrie Visser (NED)         | + 1 min 8 s  | 30                    |
| 2    | HTC-Columbia Women | Linda Villumsen (NZL)      | + 1 min 8 s  | 30                    |
| 3    | Nederland Bloeit   | Liesbet de Vocht (BEL)     | + 2 min 25 s | 25                    |
| 3    | Nederland Bloeit   | Loes Gunnewijk (NED)       | + 2 min 25 s | 25                    |
| 3    | Nederland Bloeit   | Annemiek van Vleuten (NED) | + 2 min 25 s | 25                    |
| 3    | Nederland Bloeit   | Marianne Vos (NED)         | + 2 min 25 s | 25                    |
| 4    | Leontien.nl        | Leontien.nl                | + 2 min 28 s | 20                    |
| 5    | Grande-Bretagne    | Grande-Bretagne            | + 2 min 52 s | 16                    |
| 6    | Australie          | Australie                  | + 3 min 23 s | 15                    |
| 7    | Red Sun            | Red Sun                    | + 3 min 35 s | 14                    |
| 8    | HiTec Products-UCK | HiTec Products-UCK         | + 4 min 35 s | 13                    |
| 9    | Ukraine            | Ukraine                    | + 4 min 41 s | 12                    |
| 10   | Lotto Ladies Team  | Lotto Ladies Team          | + 4 min 55 s | 11                    |